# Poecilochaetus gallardoi
Poecilochaetus gallardoi är en ringmaskart som beskrevs av Giovanni Pilato och Cantone 1976. Poecilochaetus gallardoi ingår i släktet Poecilochaetus och familjen Poecilochaetidae. Inga underarter finns listade i Catalogue of Life.